# Mavzolej Mulaja Ismaila
Mavzolej Mulaja Ismaila (arabsko ضريح المولى إسماعيل) je zgodovinski islamski pogrebni kompleks v Meknesu v Maroku. Vsebuje grobnico sultana Mulaja Ismaila, ki je vladal Maroku od leta 1672 do svoje smrti leta 1727, in je znotraj njegove nekdanje kazbe (citadele). Je pomembno zgodovinsko in versko mesto v mestu.

## Zgodovina

### Vladavina Mulaja Ismaila
Mulaj Ismail je postal sultan po smrti svojega brata Mulaj Rašida leta 1672. Prelomil s tradicijo, je izbral Meknes za svojo prestolnico. Tu je zgradil monumentalno cesarsko palačo-mesto (kazba) na jugozahodni strani starega mesta (medina). Sestavljalo ga je več različnih kompleksov palač in drugih objektov, razporejenih po velikem območju, obdanem z utrjenim obzidjem.
Kot sultan je bila Ismailova 55-letna vladavina ena najdaljših v maroški zgodovini. Odlikoval se je kot vladar, ki je želel vzpostaviti enotno maroško državo kot absolutno oblast v deželi, neodvisno od katere koli posebne skupine v Maroku – v nasprotju s prejšnjimi rodbinami, ki so se zanašale na nekatera plemena ali regije kot bazo svoje moči. Delno mu je uspelo z ustanovitvijo nove vojske, sestavljene iz temnopoltih sužnjev ('Abid al-Bukhari) iz Podsaharske Afrike (ali potomci prej uvoženih sužnjev), mnogi med njimi muslimani, katerih zvestoba je bila samo njemu. Sam Ismail je bil napol temnopolt, njegova mati je bila črna sužnja. Prav tako je nenehno vodil vojaške akcije proti upornikom, tekmecem in evropskim položajem vzdolž maroške obale. V praksi se je še vedno moral zanašati na različne skupine za nadzor obrobnih območij, vendar mu je kljub temu uspelo ponovno zavzeti številna obalna mesta, ki sta jih zasedali Anglija in Španija, ter uspel uveljaviti red in visoke davke na vseh svojih ozemljih. Dokončno je končal osmanske poskuse pridobitve vpliva v Maroku in postavil Maroko na bolj enakopraven diplomatski položaj z evropskimi silami, deloma tako, da jih je prisilil, da odkupijo krščanske ujetnike na njegovem dvoru. Te kristjane so večinoma zajele maroške piratske flote, ki jih je močno sponzoriral kot sredstvo za prihodek in vojskovanje. Medtem ko je bil v ujetništvu, so bili zaporniki pogosto prisiljeni k delu pri njegovih gradbenih projektih. Vse te dejavnosti in politike so mu prinesle sloves brezobzirnosti in krutosti med evropskimi pisci in mešan sloves tudi med maroškimi zgodovinarji, čeprav se mu pripisuje združitev Maroka pod močnim (a brutalnim) vodstvom.

### Kazba
Mulaj Ismail je zgradil Kazbo kot dokaz svoje moči in kot sredstvo, da izstopa od prejšnjih maroških vladarjev. Kompleks je vseboval tri glavne palače – Dar al-Kebira, Dar al-Madrasa in Ksar al-Mhannča – ter druge značilnosti, kot so vrtovi in rezervoarji. Najzgodnejša od teh palač je bila Dar al-Kebira, ki je v severnem delu kazbe in je bila dokončana leta 1679. Mejila je z mošejo Lala Aouda, ki jo je Mulaj Ismail prav tako zgradil (ali obnovil) približno v tem času. V tej palači je Ismailov mavzolej. Čeprav sama palača ni zdržala stoletij od svoje izgradnje, se je mavzolej ohranil do danes. Ker je bila kazba tudi rezidenca za družino sultana Ismaila, je palača Dar al-Kebira vključevala tudi funkcionalne storitve za rekreacijo, kot so dvorišča in sobe za zabavo. Kazba je bila razkošno okrašena v slogu maroške arhitekture. Čeprav je bil Mulaj Ismail bogat in je v gradnjo vložil veliko svojega denarja, je za svoj kompleks palač kradel tudi iz drugih palač, kot je palača El Badi. Nekatere stvari, ki so bile oropane iz 'palače Badi', so bile različne vrste lesa, slonovine in keramične ploščice.

### Razvoj mavzoleja
Mavzolej stoji na jugozahodni strani nekdanje palače Dar al-Kebira, v prostoru, ki je bil prej med notranjim in zunanjim obzidjem palače. Mulaj Ismail je izbral to lokacijo deloma zato, ker je že veljala za posvečeno zaradi prisotnosti grobnice Sidija 'Abd ar-Rahmana al-Madžduba, pesnika in sufijskega mistika iz 16. stoletja. Kompleks je bil prvič zgrajen leta 1703 pod Mulaj Ismailom, vendar je bil večkrat spremenjen in razširjen, zlasti pod njegovim sinom in kratkim naslednikom Ahmadom ad-Dhahabijem (ki je s prekinitvami vladal med letoma 1727 in 1729), ki je bil tukaj pokopan kasneje. Sultan Mulaj Abd ar-Rahman, ki je umrl leta 1859, je bil kasneje tudi pokopan tukaj.:270
V pogrebni kompleks so prvotno vstopili s severa, neposredno iz palače Dar al-Kebira. Sedanji vhod na jug je iz obdobja francoskega protektorata v 20. stoletju. Prvotni kompleks je bil manj obsežen kot danes in njegov načrt je verjetno vključeval le grobnico, sosednje prostore na obeh straneh in glavno dvorišče, ki je vodilo do nje. Druga dvorišča in prehodi so bili tako verjetno dodani pozneje. Mavzolej še danes obiskujejo Maročani, ki iščejo barako iz grobnice Mulaja Ismaila, poleg tega pa je pomembna turistična atrakcija v mestu.

## Arhitektura in postavitev
Pogrebni kompleks je sestavljen iz različnih dvorišč in prostorov. Glavno osrednje dvorišče, ki je na zahodni strani grobne komore, je malo okrašeno, razen osrednjega vodnjaka in zellijevega tlaka. Zahodno in vzhodno stran dvorišča zavzemajo portiki treh podkvastih lokov. Na vzhodni steni dvorišča, pred mavzolejem, je tudi majhen mihrab (niša, ki kaže smer molitve).
Za vzhodno steno dvorišča so mavzolej in sosednji prostori. Najsevernejši od teh prostorov, do katerega je mogoče dostopati neposredno iz severovzhodnega vogala dvorišča, je sestavljen iz notranje terase ali dvorišča, ki ga pokriva visok strop v obliki kupole. Postavitev te terase je podobna Dvorani dvanajstih stebrov v saadijskih grobnicah, sestavljena iz kvadrata, ki ga razmejuje dvanajst marmornih stebrov, razporejenih v skupinah po tri na vsakem vogalu, okoli katerih teče galerijski prostor. V vzhodno steno je vzidan še en mihrab, v zahodno steno pa manjša stranska soba. Tlak in spodnje stene so okrašene s ploščicami zellij, ki imajo krožne ali žareče geometrijske vzorce, značilne za maroško arhitekturo. Zgornje stene ter območja okoli mihraba in vrat so okrašeni z izrezljano in poslikano štukaturo z arabesknimi in epigrafskimi motivi, ki so prav tako značilni za maroško arhitekturo. V središču terase je okrašen vodnjak, strop kupole zgoraj pa je predvsem pobarvan in izrezljan les. Kupola je dovolj visoka, da omogoča okna, ki prinašajo naravno svetlobo. Marmorni stebri imajo maroško-andaluzijske kapitele, izrezljane z motivi listov, palm in palmet. Ti marmorni stebri, kot tudi okrašeno izrezljane marmorne plošče v oboku, ki vodi do predprostora mavzoleja, naj bi bili predmeti, ki jih je Mulaj Ismail odnesel iz nekdanjih saadijskih palač v Kazbi v Marakešu (kot je palača El Badi).
Na južni strani dvorane je velik lok z okrašenimi lesenimi vrati, ki vodi v pravokotno predsobo, ki je pred dejansko mavzolejsko komoro. Mavzolej je kvadratna komora, v kateri so nagrobniki (mkabrijas) Mulaja Ismaila (umrl 1727), njegovega sina in naslednika Ahmada ad-Dhahabija (umrl 1729) in kasnejšega sultana Mulaja Abd ar-Rahmana ibn Hišama (umrl 1859). Na južni strani mavzoleja je še ena velika čitalnica, ki jo deli troločna arkada in vsebuje knjižne omare. Vsaka od teh komor je prekrita s ploščicami zellij z geometrijskimi vzorci vzdolž spodnjih sten in več izrezljane štukature na zgornjih stenah. Imajo tudi več bronastih lestencev. Kraljevi nagrobniki so izdelani iz marmorja in so bogato izrezljani z arabskimi kaligrafskimi napisi in arabesknimi motivi v slogu, podobnem marmornim nagrobnikom Saadijskih grobnic. V grobni komori sta tudi dve stari uri, ki ju je darilo francoski kralj Ludvik XIV. Druge ograjene prostore in dvorišča ob kompleksu zasedajo pokopališča, znana kot Džama' Rkham.
- Današnji glavni vhod v pogrebni kompleks, z glavne ulice proti jugu
- Eden od obokov in prehodov, ki vodijo proti glavnemu dvorišču pogrebnega kompleksa
- Glavno dvorišče ob mavzoleju (pogled proti zahodu)
- Mihrabglavnega dvorišča
- Štukature izrezljane kaligrafije ob stenah dvorišča
- Notranja dvorana na terasi severno od mavzoleja z osrednjim vodnjakom in marmornimi stebri
- Lesena kupola - strop in štukature izrezljane stene terase
- Izrezljana marmorna plošča iz saadskega obdobja na vhodu v grobnico
- Grobnica Mulaja Ismaila (poleg drugega člana njegove dinastije)